# Romain Duris
Romain Duris (Párizs, 1974. január 15. –) francia színész.

## Filmjei

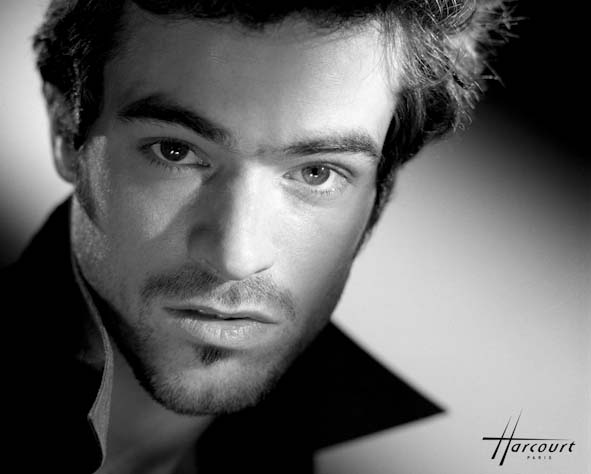
1999-ben

### Mozi
| Év    | Magyar cím                     | Eredeti cím                             | Szerep                    | Jegyzetek |
| ----- | ------------------------------ | --------------------------------------- | ------------------------- | --------- |
| 1994  |                                | Le Péril jeune                          | Tomasi                    |           |
| 1995  |                                | Mémoires d'un jeune con                 | Luc                       |           |
| 1996  |                                | Chacun cherche son chat                 | dobos                     |           |
| 1997  |                                | Dobermann                               | Manu                      |           |
| 1997  |                                | Gadjo dilo                              | Stéphane                  |           |
| 1997  |                                | Déjà mort                               | Romain                    |           |
| 1998  |                                | Je suis né d'une cigogne                | Otto                      |           |
| 1998  |                                | Les Kidnappeurs                         | Zéro                      |           |
| 1999  |                                | Peut-être                               | Arthur                    |           |
| 2001  |                                | Le Petit Poucet                         | egy királynő őrzője       |           |
| 2001  |                                | Being Light                             | Maxime Lecocq             |           |
| 2001  |                                | 17 Fois Cécile Cassard                  | Matthieu                  |           |
| 20 01 |                                | CQ                                      | a hippi rendező           |           |
| 2002  |                                | Filles perdues, cheveux gras            | Mathieu                   |           |
| 2002  |                                | Adolphe                                 | d'Erfeuil                 |           |
| 2002  |                                | Pas si grave                            | Léo                       |           |
| 2002  |                                | Shimkent Hotel                          | Romain                    |           |
| 2002  | Lakótársat keresünk            | L'Auberge espagnole                     | Xavier Rousseau           |           |
| 2002  | Válás francia módra            | Le Divorce                              | Yves                      |           |
| 2003  |                                | Osmose                                  | Rémi                      |           |
| 2004  |                                | Exils                                   | Zano                      |           |
| 2004  | Arsène Lupin                   | Arsène Lupin                            | Arsène Lupin              |           |
| 2005  | Halálos szívdobbanás           | De battre mon cœur s'est arrêté         | Thomas Seyr               |           |
| 2005  | Még mindig lakótársat keresünk | Les Poupées russes                      | Xavier                    |           |
| 2006  |                                | Dans Paris                              | Paul                      |           |
| 2007  |                                | Molière                                 | Molière                   |           |
| 2007  |                                | L'Âge d'homme... maintenant ou jamais ! | Samuel / Léonard de Vinci |           |
| 2008  | Párizs                         | Paris                                   | Pierre                    |           |
| 2008  | Szerelem életre-halálra        | Et après                                | Nathan Del Amico          |           |
| 2009  | Hajsza                         | Persécution                             | Daniel                    |           |
| 2010  | Szívrablók                     | L'Arnacœur                              | Alex Lippi                |           |
| 2010  |                                | L'Homme qui voulait vivre sa vie        | Paul Exben                |           |
| 2012  |                                | Populaire                               | Louis Echard              |           |
| 2013  | Tajtékos napok                 | L’Écume des jours                       | Colin                     |           |
| 2013  | Már megint lakótársat keresünk | Casse-tête chinois                      | Xavier Rousseau           |           |
| 2014  | Az új barátnő                  | Une nouvelle amie                       | David                     |           |
| 2016  | Másodállás                     | Un petit boulot                         | Jacques                   |           |
| 2016  |                                | Iris                                    | Max                       |           |
| 2016  |                                | La Confession                           | Père Léon Morin           |           |
| 2016  |                                | Cessez-le-feu                           | Georges Laffont           |           |
| 2017  | A világ összes pénze           | All the Money in the World              | Cinquanta                 |           |
| 2017  |                                | Madame Hyde                             | iskolaigazgató            |           |
| 2018  | Egy lélegzetnyire              | Dans la brume                           | Mathieu                   |           |
| 2018  |                                | Fleuve noir                             | Yann Bellaile             |           |
| 2018  | Életem értelmei                | Nos batailles                           | Olivier                   |           |
| 2019  |                                | La Grande Noirceur                      | Lester                    |           |
| 2021  |                                | Eiffel                                  | Gustave Eiffel            |           |

### Televízió
| Év   | Magyar cím | Eredeti cím                | Szerep         | Jegyzetek |
| ---- | ---------- | -------------------------- | -------------- | --------- |
| 1994 |            | Frères : La Roulette rouge | Marco          |           |
| 2015 |            | Démons                     | Franck         |           |
| 2019 |            | Vernon Subutex             | Vernon Subutex | sorozat   |

## Fordítás
- Ez a szócikk részben vagy egészben a Romain Duris című francia Wikipédia-szócikk fordításán alapul.  Az eredeti cikk szerkesztőit annak laptörténete sorolja fel. Ez a jelzés csupán a megfogalmazás eredetét és a szerzői jogokat jelzi, nem szolgál a cikkben szereplő információk forrásmegjelöléseként.

1. 1 2  http://www.lesgensducinema.com/affiche_acteur.php?mots=Romain+Duris&nom_acteur=DURIS%20Romain&ident=12268&debut=0&record=0&from=ok
2. ↑  http://www.imdb.com/name/nm0244151/bio
3. ↑  Német Nemzeti Könyvtár: Integrált katalógustár (Németország) (német nyelven). Integrált katalógustár (Németország) . (Hozzáférés: 2015. október 17.)
4. ↑  SNAC (angol nyelven). (Hozzáférés: 2017. október 9.)
5. ↑  filmportal.de. (Hozzáférés: 2017. október 9.)
6. ↑  GeneaStar
7. ↑  Német Nemzeti Könyvtár: Integrált katalógustár (Németország) (német nyelven). Integrált katalógustár (Németország) . (Hozzáférés: 2014. december 15.)